# Black Monday
Black Monday é uma série de televisão de comédia criada por Jordan Cahan e David Caspe. Seu lançamento ocorreu em 20 de janeiro de 2019, no Showtime. Estrelada por Don Cheadle, Andrew Rannells, Regina Hall e Paul Scheer, retrata os funcionários da empresa de segunda linha The Jammer Group no dia em que os mercados acionários caíram, em 1987.

## Elenco

### Principal
- Don Cheadle como Maurice Monroe
- Andrew Rannells como Blair Pfaff
- Regina Hall como Dawn Darcy
- Paul Scheer como Keith Shankar

### Recorrente
- Casey Wilson como Tiffany Georgina
- Horatio Sanz como Wayne
- Yassir Lester como Yassir X
- Ken Marino como The Lehman Brothers
- Kadeem Hardison como Spencer
- Eugene Cordero como Ronnie
- Julie Hagerty como Mrs. Georgina
- Phil Reeves como Mr. Georgina
- Dannah Feinglass como Agent Mills
- Danielle Schneider como Agent Fox
- Bruce Dern como Rod "The Jammer" Jaminski
- Kurt Braunohler como Ty Daverman
- Melissa Rauch como Shira

### Convidado
- Michael James Scott como Chad ("365")
- Hugh Dane como Calvin ("365")
- Paul Rust como Brandt ("364")
- Teresa Ganzel como Trisha ("364")
- Tim Heidecker como Not Milken #1 ("243")
- Fred Melamed como Not Milken #2 ("243")
- Vanessa Bell Calloway como Ruth ("339")
- Tim Russ como Walter Darcy ("339")

## Recepção crítica
Black Monday recebeu, após o lançamento, críticas mistas. No agregador de avaliações Rotten Tomatoes, a série conta com uma aprovação de 52% e avaliação média de 5,93/10, baseada em 42 críticas. Segundo o consenso do site, "Black Monday abarca um estilo irreprimível e um elenco de estrelas carismáticas, mas esta odisseia de Wall Street está muito preocupada com os flashes para fermentar a sua substância."  No Metacritic, conta com uma nota de 57 de 100 pontos, baseada em 26 críticas.